# 和曆
和曆（日语：／ Wareki）是日本傳統历法，歷史上，日本一直使用華夏曆法，並隨中國中原朝廷改換曆書，曾先後使用劉宋之元嘉曆、唐朝之麟德曆（日本称“仪凤历”）、大衍曆、五紀曆及宣明曆。但在明朝滅亡之后，日本開始使用日本本土編寫的貞享曆、寶曆曆、寬政曆及天保曆。明治维新時的1873年日本政府廢除天保曆改用格里曆，並把各傳統節日的官方日期改為格里曆，但民间占卜、算命和春分上坟仍依照天保曆；同時，雖然明治維新後官方不再使用舊曆，但民間習俗上仍保留從中國傳入的干支紀年，每一年的干支紀年起始以格里曆為準。此外，陰陽合曆中的節氣本來就屬陽曆部分（按照地球公轉位置計算），因此仍舊保留，春分、夏至、秋分都是按照傳統規則計算的法定假日，其西曆日期在不同年份會有數日浮動。

## 年号纪年
日本自孝德天皇時期開始受唐朝影響，於646年開始使用年號，並開始以年號紀年。至今仍然使用。自明治維新後（1868年為明治元年）採一世一元制，天皇在位期間使用單一年號（如大正、昭和 、平成等）。

## 傳統節日
傳統節日按農曆計算，但明治維新後改為格里历的相應日期，按照二十四节气所定的節日則不受影響。

## 节句
一些由中國傳入、按照農曆陰曆而定的特定傳統節日在日本叫做“节句”。
- 元旦 - 日語。正月初一。
- 人日 - 日語/（七草节）。正月初七。
- 上巳 - 日語//。三月初三。
- 端午 - 日語（端午节）。五月初五。
- 七夕 - 日語。七月初七。
- 重陽 - 日語/（菊花节）。九月初九。

### 杂节
按照二十四节气所定的日本本土节日叫做“杂节”，由於二十四节气本就是按照地球公轉所定的，因此仍舊按照傳統算法依照節氣定日期。
- 節分 - 立春前日。2月3日左右。
- 彼岸 - 春分、秋分及其前後三日。
- 社日 - 春分、秋分最近的戊日。
- 八十八夜 - 从立春88天。5月2日左右。
- 入梅 - 太阳通过黄经80度的日子。6月11日左右。
- 半夏生 - 太阳通过黄经100度的日子。7月2日左右。
- 土用 - 一般只指夏土用。
  - 春土用 : 从黄经27度到立夏（黄经45度）
  - 夏土用 : 从黄经117度到立秋（黄经135度）
  - 秋土用 : 从黄经207度到立冬（黄经225度）
  - 冬土用 : 从黄经297度到立春（黄经315度）
- 二百十日 - 从立春210天。9月1日左右。
- 二百二十日 - 从立春220天。9月11日左右。

### 其他節日
- 春之大晦日 -五月最後一天。
- 盂蘭盆（お盆） - 七月十五日。
- 七五三 - 十一月十五日。
- 除夕（大晦日） - 一年最後一天。

## 月份[1]
下列原本是在舊曆（農曆、天保曆）中使用的日本月份之別名，在改制為新曆之後並沒有完全消失，而是轉為引用在新的曆法中。今日在一些有標示節氣、比較傳統風格的日本月曆上，往往還可以看到這些月份的別名存在，或以附註的方式補充在月曆的一角。
- 1月：睦月（ Mutsuki）
- 2月：如月（ Kisaragi）
- 3月：彌生（ Yayoi）
- 4月：卯月（ Uzuki）
- 5月：皋月（ Satsuki）
- 6月：水無月（ Minazuki、 Minatsuki）
- 7月：文月（ Fumizuki、 Fuzuki）
- 8月：葉月（ Hazuki、 Hatsuki）
- 9月：長月（ Nagatsuki、 Nagazuki）
- 10月：神無月（ Kannazuki），島根縣出雲地方稱為神在月（ Kamiarizuki）[2]
- 11月：霜月（ Shimotsuki）
- 12月：師走（ Shiwasu）

## 参見
- 皇紀